# Lucas Kazan
Pour les articles homonymes, voir Kazan (homonymie).
Lucas Kazan, né en 1965 à Milan, est un réalisateur et producteur italien de films pornographiques gays.

## Biographie
Il réalise Journey to Italy en 1997 pour Men of Odyssey.
En 1995, il crée sa société de production, Lucas Kazan Productions, dont le siège est à Hollywood mais qui effectue ses tournages dans les pays méditerranéens (Italie, Grèce, Tunisie),.
Il a réalisé des films en co-production avec Kristen Bjorn, dont le premier est Italian Style en 2000.
Il s'inspire souvent d'opéras célèbres pour les intrigues de ses films : L'Elisir d'amore de Gaetano Donizetti pour son film du même nom, Cavalleria rusticana de Pietro Mascagni pour A Sicilian Tale, ou encore Così fan tutte de Wolfgang Amadeus Mozart pour The School for Lovers,,.

## Filmographie
- Journey to Italy (1997)
- The Summoner (1998)
- Hotel Italia (1999) avec Ettore Tosi
- Road to Naples (2000)
- Across the Ocean (2000)
- Italian Style (2000) (version soft : A Taste of Italy)
- American Holidays (2001)
- Out in Tuscany (2002) (version soft : On the Farm)
- Maspalomas (2002)
- L'Elisir D’Amore (2002)
- Under the Big Top (2003) (version soft : The Clowns) avec Max Orloff
- Mykonos (2003)
- LKP Video Highlights (2003)
- A Sicilian Tale (2003) (version soft : Cavalleria Rusticana)
- The Innkeeper: Hotel Italia 2 (2003)
- Journey to Greece (2004 (version soft : Greek Fever)
- Italian for the Beginner (2004)
- Backstage (2004)
- Decameron: Two Naughty Tales (2005)
- Love and Lust (2005)
- The School for Lovers (2006) avec Jean Franko
- The Men I Wanted (2007)
- Sexcursions (2008)
- Italians and Other Strangers (2008) avec Jean Franko et Ettore Tosi
- Rough/Tender (2010)
- Giuseppe and His Buddies (2010)
- Mambo Italiano (2011)
- The Love Triangle (2012)
- Men for all Seasons (2013)

## Récompenses et distinctions
Prix
- Grabby Awards 2007 : Meilleure vidéo internationale pour The School for Lovers (2006)[7]
- GayVN Awards 2007 : Prix du meilleur film étranger pour The School for Lovers[8]
- GayVN Awards 2008 : Hall of Fame[9]

Nominations
- Grabby Awards 2001 : Meilleure vidéo internationale pour Italian Style (2000)[10]
- GayVN Awards 2008 : Meilleur réalisateur pour The Men I Wanted (2007)[9]
- XBIZ Award 2009 : réalisateur LGBT de l'année[11]